# Сад вілли Медічі
«Сад вілли Медічі» — відомий пейзаж 17 століття пензля Дієго Веласкеса.

## В полоні Італії
У липні 1629 року Веласкес прибув в Італію.  Позаду були навчання у Франсіско Пачеко, одруження, визнання як художника серед колег. Він щасливо уник довгого шляху до успіху, отримав двох могутніх меценатів (графа Олівареса і самого короля) і мав посаду придворного живописця.
В країну він прибув разом з генералом Спінолою, що отримав призначення голови іспанського війська в Італії.

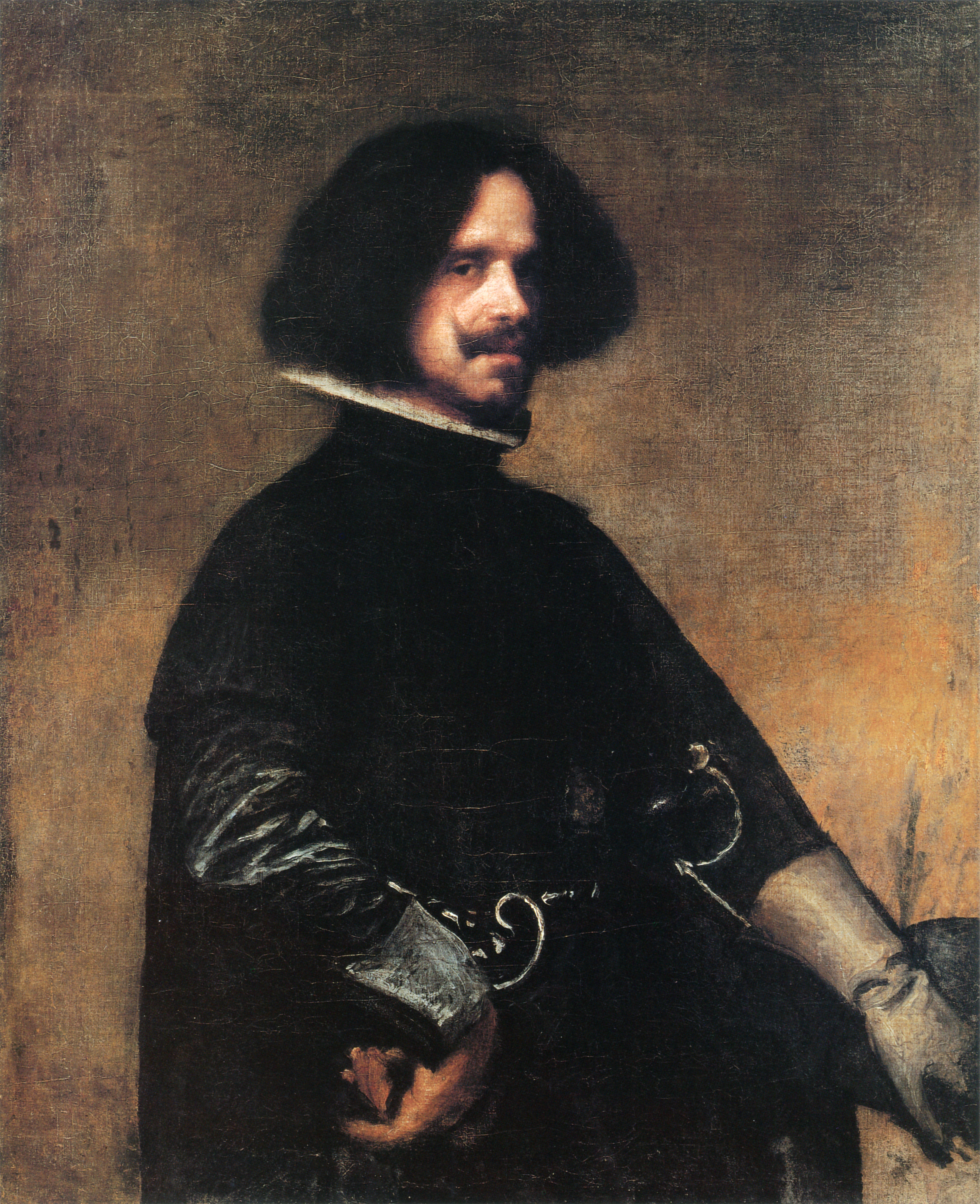
Автопортрет Веласкеса

Італійці вважали іспанців загарбниками, що було правдою, але мимоволі терпіли чужинців, підкоряючись могутності і силі чужої держави. До новоприбулих ставилися підозріло, а Веласкеса вважали шпигуном короля, що теж не було далеко від істини. Слуга короля міг виконувати особисті і таємні завдання свого покровителя, що було звичною практикою. Почалися мандри — Генуя, Мілан, Венеція. Венеційці були особливо негостинні, тому іспанці швидко перебралися в Рим, під захист дипломатичного і хитрого папи римського.
Але художник мимоволі підпадав у полон Італії. Веласкес до всього пильно приглядався, вивчав, купував картини для королівської збірки, якщо була нагода. В Римі він перебував до кінця 1630 року. І тут поспіхом працював і як художник.

## Сад на віллі Медічі
Сад вілли Медічі створений ще у 16 столітті, він давно пережив свій розквіт і перебував тоді дещо захаращеним і покинутим. Павільйони потребували ремонту, дерева і кущі розрослися, садівники не встигали вистрігати рослини, що порушувало чітку геометрію саду бароко. Але й у такому вигляді сад приваблював  незвичним розплануванням і можливістю відкидати умовності.
Один з куточків цього саду і накидав швидко Веласкес. Садовий павільйон з дошками — підпорами, високі кипариси, самотні постаті своїх супутників, що роздивлялися такі ще незвичні для іспанців італійські припалацові сади. Маленький за розмрами твір не приваблював ні незвичним ракурсом, ні яскравістю фарб. Не поспішав художник і перевести замальовку в велику картину.  Краєвид не підходив ні до баталії, ні до парадного портрету. Він наче сам розумів незвичність того, що вийшло.
Веласкес не знав, що його маленький твір стане самим незвичним пейзажем в іспанському живопису всього 17 століття. Усвідомлення цього прийде лише 300 років потому.